# Prosopoxys thoracicus
Prosopoxys thoracicus är en insektsart som beskrevs av Jacobi 1917. Prosopoxys thoracicus ingår i släktet Prosopoxys och familjen dvärgstritar. Inga underarter finns listade i Catalogue of Life.